# Sauber C20
Der Sauber C20 war ein Formel-1-Rennwagen und der Einsatzwagen von Sauber Motorsport für die Saison 2001. Konstruiert wurde der Sauber C20 von Willy Rampf, Sergio Rinland und Seamus Mullarkey.

## Technik

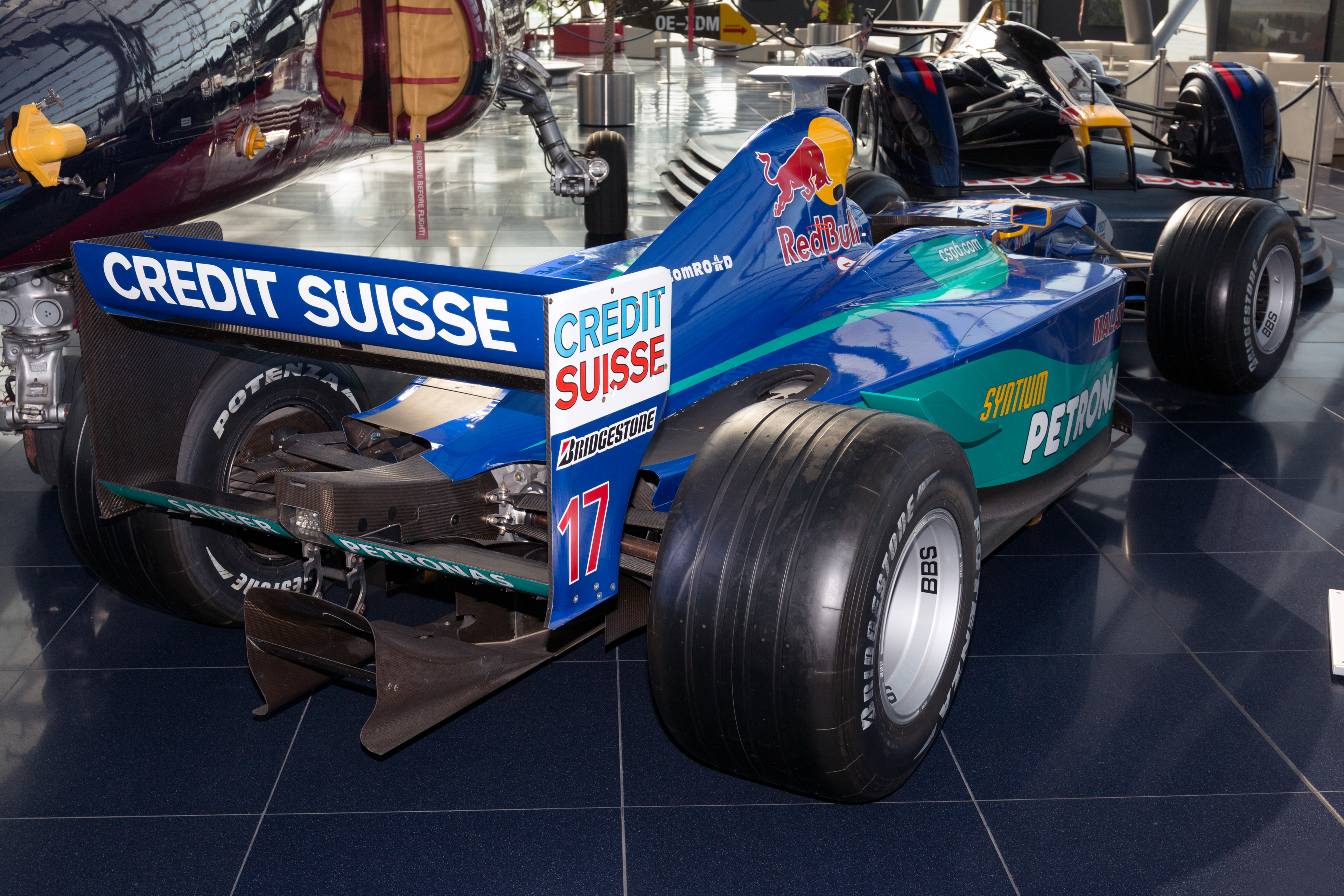
Heckansicht des Sauber C20 im Hangar-7

Angetrieben wurde das 600 kg schwere Fahrzeug mit Monocoque von einem Petronas-01A-90º-V10-Motor. Petronas war ebenfalls Hauptsponsor sowie Schmiermittellieferant. Die Reifen wurden von Bridgestone gestellt.

## Lackierung und Sponsoring
Die Farbwahl der Lackierung richtete sich, wie bei allen Sauber-Modellen zwischen 1995 und 2003, nach den Farben der Hauptsponsoren. Der überwiegende Teil des Chassis war im Blau des Getränke-Herstellers Red Bull, die Seiten waren in Petronas-Cyan lackiert. Neben den beiden bisherigen Hauptsponsoren trat auch die Schweizer Bank Credit Suisse als neuer Sponsor in den Vordergrund; aus diesem Grund wurde die Fahrzeugnase erstmals in weiß lackiert.

## Fahrer
Als ersten Fahrer verpflichtete Sauber den Mönchengladbacher Nick Heidfeld, der von Prost Grand Prix kommend in seine zweite Saison startete. Zweiter Fahrer wurde der Finne Kimi Räikkönen, der in seine erste Formel-1-Saison startete.

## Ergebnisse
| Fahrer               | Nr.                  | 1 | 2   | 3   | 4   | 5 | 6 | 7   | 8   | 9   | 10 | 11 | 12  | 13 | 14  | 15 | 16  | 17  | Punkte | Rang |
| -------------------- | -------------------- | - | --- | --- | --- | - | - | --- | --- | --- | -- | -- | --- | -- | --- | -- | --- | --- | ------ | ---- |
| Formel-1-Saison 2001 | Formel-1-Saison 2001 |   |     |     |     |   |   |     |     |     |    |    |     |    |     |    |     |     | 21     | 4.   |
| N. Heidfeld          | 16                   | 4 | DNF | 3   | 7   | 6 | 9 | DNF | DNF | DNF | 6  | 6  | DNF | 6  | DNF | 11 | 6   | 9   | 21     | 4.   |
| K. Räikkönen         | 17                   | 6 | DNF | DNF | DNF | 8 | 4 | 10  | 4   | 10  | 7  | 5  | DNF | 7  | DNF | 7  | DNF | DNF | 21     | 4.   |

| Legende  | Legende            | Legende                                                          |
| Farbe    | Abkürzung          | Bedeutung                                                        |
| -------- | ------------------ | ---------------------------------------------------------------- |
| Gold     | –                  | Sieg                                                             |
| Silber   | –                  | 2. Platz                                                         |
| Bronze   | –                  | 3. Platz                                                         |
| Grün     | –                  | Platzierung in den Punkten                                       |
| Blau     | –                  | Klassifiziert außerhalb der Punkteränge                          |
| Violett  | DNF                | Rennen nicht beendet (did not finish)                            |
| Violett  | NC                 | nicht klassifiziert (not classified)                             |
| Rot      | DNQ                | nicht qualifiziert (did not qualify)                             |
| Rot      | DNPQ               | in Vorqualifikation gescheitert (did not pre-qualify)            |
| Schwarz  | DSQ                | disqualifiziert (disqualified)                                   |
| Weiß     | DNS                | nicht am Start (did not start)                                   |
| Weiß     | WD                 | zurückgezogen (withdrawn)                                        |
| Hellblau | PO                 | nur am Training teilgenommen (practiced only)                    |
| Hellblau | TD                 | Freitags-Testfahrer (test driver)                                |
| ohne     | DNP                | nicht am Training teilgenommen (did not practice)                |
| ohne     | INJ                | verletzt oder krank (injured)                                    |
| ohne     | EX                 | ausgeschlossen (excluded)                                        |
| ohne     | DNA                | nicht erschienen (did not arrive)                                |
| ohne     | C                  | Rennen abgesagt (cancelled)                                      |
| ohne     | keine WM-Teilnahme |                                                                  |
| sonstige | P/fett             | Pole-Position                                                    |
| sonstige | 1/2/3/4/5/6/7/8    | Punktplatzierung im Sprint-/Qualifikationsrennen                 |
| sonstige | SR/kursiv          | Schnellste Rennrunde                                             |
| sonstige | *                  | nicht im Ziel, aufgrund der zurückgelegten Distanz aber gewertet |
| sonstige | ()                 | Streichresultate                                                 |
| sonstige | unterstrichen      | Führender in der Gesamtwertung                                   |